# Casa di Léon e Jeanne Blum
La casa di Léon e Jeanne Blum si trova a Jouy-en-Josas negli Yvelines. L'ex presidente del Consiglio della Francia Léon Blum (1936-1937 e 1938) ha vissuto lì per cinque anni prima di morire il 30 marzo 1950 di un infarto all'età di 77 anni.
La proprietà ha ricevuto il marchio Maisons des Illustres nel 2012.

## Storia
La casa è un vecchio casale del XVII secolo situato sull'altopiano di Metz (da qui il nome di Clos des Metz) a Jouy-en-Josas, che Jeanne Blum, lontana cugina di Léon, aveva acquistato nel 1938. L'ex presidente del Consiglio del Fronte popolare trascorse lì gli ultimi anni della sua vita, in compagnia di Jeanne che si era avvicinata a lui dopo la morte della seconda moglie, lo seguì nel 1943 e sposò nel campo di concentramento nazista di Buchenwald.
Nel 1974 Jeanne aprì una scuola, intitolata Jeanne-Blum, a Jouy-en-Josas destinata a formare bambini e adulti nelle professioni paramediche. Applicò un suo metodo, detto della complementarità orizzontale. Al 2024 la scuola era ancora in funzione. Intitolò uno dei diplomi "Georges Achard", il nome di suo figlio.
Jeanne Blum si suicidò nel 1982, 32 anni dopo la morte di Léon Blum. Le sue ceneri sono sepolte nel giardino della casa.
La casa è stata acquisita dal "Syndicat intercommunal d'aménagement Jouy-Vélizy" a seguito di una delibera del 15 dicembre 1972. Questa vendita è stata fatta e accettata dal sindacato alle seguenti condizioni: "La casa deve perpetuare la memoria del presidente Léon Blum ed essere utilizzata per usi culturali e musicali...". Con una delibera del 4 febbraio 1991, il Syndicat intercommunal d'aménagement Jouy-Vélizy decide di cedere la proprietà alla città di Jouy-en-Josas per un franco simbolico.

## Museo
Il consiglio municipale di Jouy-en-Josas nella sua riunione del 26 marzo 1991 accetta il trasferimento di proprietà e autorizza il sindaco a firmare l'atto di acquisto della casa dei Blum e si impegna a rispettare le condizioni di utilizzo della proprietà così come definite nell'atto di vendita firmato da Jeanne Blum. Trasformata in museo nel 1986, una mostra presenta la vita politica e l'opera letteraria di Léon Blum. L'ufficio e la biblioteca sono stati mantenuti identici. Il museo è aperto la domenica pomeriggio in maggio-giugno-settembre e ottobre.